# Кардинал, Марк
Марк Э. Кардинал (англ. Mark E. Cardinal, родился 5 мая 1961 года в Виктории) — канадский регбист, выступавший на позиции хукера.

## Краткая биография
Выступал за команду Британской Колумбии «Джеймс Бэй Атлетик Ассосиэйшн» в чемпионате провинций Канады, а также проводил некоторые матчи против сборных в её составе (в том числе против Англии) в 1993 году. В составе сборной Канады сыграл 35 матчей: дебютный провёл 8 ноября 1986 года в Тасконе против США, последнюю игру сыграл 14 октября 1999 года против Намибии в Тулузе. Набрал 14 очков благодаря трём попыткам (одна — 4-очковая, две 5-очковых после изменения правил набора очков в регби). Трижды участник Кубков мира 1987, 1995 и 1999 годов. Является самым возрастным игроком сборной Канады в истории её выступлений на чемпионатах мира.